# Jacob Gerard Staringh
Jacob Ger(h)ard Staringh (Gendringen, 11 oktober 1717 - Gouderak, 26 november 1804) was een Nederlandse predikant en schrijver van christelijke werken.

## Loopbaan
Jacob Ger(h)ard Staringh, zoon van de predikant Antoni Staringh en Odilia Ross, bezocht de Latijnse school te Nijmegen. Hij studeerde reeds op 12-jarige leeftijd in 1730 aan de hogeschool in Duisburg en werd in 1737 proponent te Wesel. Van 1738 tot 1740 was Staringh hulpprediker te Gouda. Op 10 januari 1740 (de zogenaamde koude zondag) werd hij bevestigd te Hummelo en op 30 november 1740 beroepen in Gouderak. Op 26 februari 1741 werd Staringh te Gouderak bevestigd door ds. Costard de la Morasière, predikant te Oudewater.
Jacobus Ger(h)ard Staringh schreef o.a. Het Bijbelsch zakelijk Woordenboek en diverse predicaties. Hij was gedurende 63 jaar predikant te Gouderak en stierf op 26 november 1804. Hij werd begraven in het kerkgebouw te Gouderak op 30 november 1804. Zijn grafsteen ligt, samen met de grafsteen van een der stichters van de kerk, Jan Brouck, voor de kansel.

## Gezin
Op 25 april 1747 huwde hij te Delft met Sara Wilhelmina van Beusichem, afkomstig uit die stad. Het echtpaar kreeg twee zoons Antoni Hendricus Christian en Urbanus Petrus.
- Antoni Hendricus Christian, gedoopt op 1 mei 1749, werd later kolonel, daarna kapitein ter zee onder Johan Arnold Zoutman (bekend van de Slag bij Doggersbank). Hij verbleef twee jaren in de Oost en keerde terug in Amsterdam in oktober 1791. Hij overleed als Schout bij Nacht in februari 1805 te Amsterdam en werd begraven in de kerk te Gouderak op 16 maart 1805.
- Urbanus Petrus, geboren 27 april 1751 te Gouderak, vertrok naar Gorinchem en werd aldaar wijnhandelaar en tevens diaken. Later verhuisde hij naar Elburg, daarna naar Huissen. Hij overleed op 1 augustus 1812 te Culemborg.

Sara van Beusichem overleed in 1751 na de geboorte van hun tweede kind en werd begraven in de kerk te Moordrecht op 10 mei 1751.

## Zijn neef, de dichter Anthony Christiaan Winand Staring
Jacob Staringh was predikant te Gouderak, een ambachtsheerlijkheid van de stad Gouda. Door de nabijheid van Gouda profiteerde hij van de aanwezigheid van de uitgebreide collectie in de Librije ten behoeve van zijn studies op een breed terrein. Naast theologie was hij onder andere geïnteresseerd in landbouwkunde. Hij was lid van het gezelschap De Oeconomische Tak. Deze interesse wist hij over te brengen op zijn neef, de latere dichter, schrijver en landbouwkundige Anthony Christiaan Winand Staring. De jonge Antony was aan de zorg van oom Jacob toevertrouwd, omdat zijn ouders in het buitenland verbleven. De vader van Antony was in dienst van de VOC en verrichtte bestuurlijke werkzaamheden in de kolonie Kaap de Goede Hoop. Dominee Staringh was intussen weduwnaar en bereid om de opvoeding van neef Antony voor zijn rekening te nemen. Mede door de invloed van zijn oom koos de jonge Antony na zijn studie rechtsgeleerdheid in Harderwijk voor een opleiding landbouwkunde, biologie en mineralogie in Göttingen.